# Gradmantsi
Gradmantsi (en macédonien Градманци) est un village du nord de la Macédoine du Nord, situé dans la municipalité de Petrovets. Le village comptait 15 habitants en 2002.

## Démographie
Lors du recensement de 2002, le village comptait :
- Macédoniens : 56
- Serbes : 5
- Autres : 5